# クレイジー・クール
「クレイジー・クール」(Crazy Cool)は、アメリカの歌手ポーラ・アブドゥルが発表した3枚目のスタジオ・アルバム『ヘッド・オーヴァー・ヒールズ』に収録した曲。ピーター・ロード、V.ジェフリー・スミス、サンドラ・ヴィクターによって書かれ、ピーターとジェフリーによってプロデュースされた。この曲は1995年8月22日にヴァージン・レコードからアルバムからの2枚目のシングルとして発売された。

## チャート成績
シングルはBillboard Hot 100で59位を記録し、主にダンスチャートでヒットを収めた。カナダでは最高位49位に到達し、15週間チャートに入った。

## ミュージック・ビデオ
「クレイジー・クール」のミュージック・ビデオはマシュー・ロルストンが監督を務めた。MTVはビデオの過激な内容から修正版を出さないとビデオを放映しないと通達した。ビデオの中でポーラは黒い杖を股に擦ったり、違うシーンではポーラが乗馬マシーンに乗りながら、開けたビールを胸に注ぐという描写があった。ポーラとマシューはこれらはあくまでダンスや振り付けの中の一部だと主張したが、MTVは修正しないと放映しないという姿勢を崩さなかった。結果的にポーラとマシューは折れ、修正版のビデオも公開した。ビデオに使用されたのはシングル用のリミックス・ヴァージョン。

## 収録曲と形態
- US 12" レコード

1. "Crazy Cool" - Bad Boy Bill House Mix (Full version) (Peter Lord; Sandra St. Victor; V. Jeffrey Smith) 6:03
2. "Crazy Cool" - Strike's Dub (Peter Lord; Sandra St. Victor; V. Jeffrey Smith) 6:41
3. "Crazy Cool" - Deep Dish's Crazy Cool Remix (Peter Lord; Sandra St. Victor; V. Jeffrey Smith) 11:28
4. "The Choice Is Yours" - Edit (Arnold Hennings; Debra Killings) 3:56

- US 5" マキシCD

1. "Crazy Cool" - Single Remix Version (Peter Lord; Sandra St. Victor; V. Jeffrey Smith) 3:56
2. "Crazy Cool" - Jeep Mix (Peter Lord; Sandra St. Victor; V. Jeffrey Smith) 3:56
3. "The Choice Is Yours" - Edit (Arnold Hennings; Debra Killings) 3:57
4. "Crazy Cool" - Urban Mix (Peter Lord; Sandra St. Victor; V. Jeffrey Smith) 4:05
5. "Crazy Cool" - Bad Boy Bill House Mix (Peter Lord; Sandra St. Victor; V. Jeffrey Smith) 3:47
6. "Crazy Cool" - Deep Dish's Crazy Cool Edit (Peter Lord; Sandra St. Victor; V. Jeffrey Smith) 10:42

### 公式リミックス
- Single Remix Version 3:56
- Urban Mix 4:05
- Jeep Mix 3:56
- Strike's Dub 6:04
- Strike Vocal Mix 6:44
- Deep Dish's Crazy Cool Remix 11:28
- Bad Boy Bill House Mix 3:47
- Bad Boy Bill Dub 4:03
- Sharam Crazy Journey Mix 12:39
- Lp Version 4:42
- Deep Dish's Crazy Cool Edit 10:42

## チャート
| チャート(1995)                                         | 最高 順位 |
| ------------------------------------------------------ | --------- |
| オーストラリア (ARIA)                                  | 76        |
| カナダ トップシングルス (RPM)                          | 49        |
| カナダ アダルト・コンテンポラリー (RPM)                | 34        |
| カナダ / コンテンポラリー・ヒット・ラジオ (The Record) | 13        |
| ドイツ (GfK Entertainment charts)                      | 89        |
| US Billboard Hot 100                                   | 58        |
| US Dance Club Songs (Billboard)                        | 13        |
| US Pop Airplay (Billboard)                             | 26        |
| US Rhythmic (Billboard)                                | 37        |